# 王立中
王立中，字鶴汀，贵州福泉人，清政治人物、進士出身。

## 生平
道光十二年（1832年）清宣宗五旬壬辰恩科進士，二甲二名，选庶吉士，散館改翰林院編修。